# 顶级手套
顶级手套（英語：Top Glove）是马来西亚一家商业企业，成立于1991年。该公司在马来西亚、泰国、中国和越南拥有并运营着50个制造工厂。它还在这些国家以及美国，德国和巴西设有营销办事处。

## 历史
顶级手套公司于1991年由創始人林偉才與妻子董秀美合資18萬令吉收購了一間陷入困境的手套工厂而成立。在創業初期，該公司僅有一家工厂，1条生产线和大约100名员工。2001年，该公司在马来西亚吉隆坡证券交易所上市，工厂也已扩大至5间。到了2011年8月31日，顶级手套公司的工厂已扩大至22间，并以每年增添2间的速度发展，拥有479条生产线，年产430亿个医疗手套，其公司市值高达30亿1000万令吉。自创立以来，顶级手套公司逐渐成为全球最大的手套制造商，占据了全球26％的市场份额，拥有大约2万名员工。
顶级手套于2015年10月1日正式启用位于实达阿南的新总部大厦。时任马来西亚雪州苏丹沙拉夫丁为大厦主持了顶级手套大厦的开幕仪式。顶级手套总部大厦是拥有A级及绿色建筑指数认证的办公和零售大楼。同时，此大厦也是依据国际认可的CONQUAS和QLASSIC的质量标准而设。
2017年，顶级手套宣布将在2018年启动一项新的安全套业务，投资额为3000万令吉（700万美元），在巴生谷打造可以容纳20条生产线的安全套工厂，预订年产量10亿至20亿个安全套。
2018年4月4日，顶级手套以13亿7000万令吉收购了外科手套制造商Aspion私人有限公司，这是该公司迄今为止最大的并购，一跃成为全球最大的医疗手套制造商。但之后发现Aspion公司的收购案涉及诈骗事件，顶级手套发现Aspion公司与收购前的资料不符，资产负债表项目有些违规行为。随后，顶级手套对这家新子公司展开调查，并委任独立会计师事务所调查Aspion账户中的违规行为，以及Aspion收购价被夸大的可能性。在这消息传出后，顶级手套公司的股价一度暴跌30%，创下该公司股价单日下跌最重记录，市值蒸发46亿令吉。

### 2019-2020年新冠病毒大流行
到了2020年4月7日，顶级手套由于新冠病毒大流行，宣布进军口罩生产活动，计划开启巴生工厂的两条生产线，全年生产1亿1000万个口罩。10月8日，顶级手套宣布为未来5年的资本开销计划，支出100亿令吉，推动手套年产量从截9月份的855亿只，于2021财年的手套年产量将增至1050亿只，2022财年进一步提高至1210亿只。
2020年7月15日，美国海关和边境保护局以強迫勞動為由，对顶级手套的两家子公司“顶级手套私人有限公司”和“TG Medical私人有限公司”下达了一项禁令，禁止其产品出口至美国。顶级手套公司承诺改善当局发现的强迫劳动问题，以及其外籍劳工的债务束缚，以解除美国颁布的禁令。7月29日, 顶级手套产品本月初因剥削员工被美国禁止入境后，纽西兰大型连锁超市–Foodstuffs也以相同理由，将顶级手套产品下架 。2021年3月29日，顶级手套公司再次因强迫劳动的问题，被美国海关和边境保护局扣押顶级手套在马来西亚生产的手套产品。直到9月10日，美国海关和边境保护局宣布撤销顶级手套的入口禁令，其手套产品得以重返美国市场。
2020年11月23日，顶级手套公司位于雪兰莪州巴生的工厂因嚴重特殊傳染性肺炎确诊病例持续上升，马来西亚国家安全理事会特别会议决定，所有在当地的28间顶级手套工厂，必须分阶段关闭，以安排雇员接受筛检和隔离，时任人力资源部长沙拉瓦南隨後在劳工局官员的陪同下巡视顶级手套员工宿舍后，直言該公司的员工住宿条件非常糟糕，指示劳工局调查员工的工作和住宿条件。顶级手套执行董事林将源对此否认有关指责，强调该公司花费将近2000万令吉，为其员工改善住宿环境。後來顶级手套於11月23日承诺將改善所有公司员工宿舍的环境。2021年7月，顶级手套涉嫌在八打灵再也的宿舍实施行动加限令（EMCO）之前，转移了高达1606名员工至8间酒店，被雪兰莪警方开档调查。
2020年12月14日，顶级手套工厂证实1名29岁尼泊尔籍员工因确诊感染2019冠状病毒病后病逝，为顶级手套公司工厂及宿舍爆发疫情以来，首宗死亡病例。2021年10月4日，顶级手套再有1名尼泊尔籍员工在巴生工厂轮值晚班时死亡。一名关注移民课题的社运份子安迪霍尔（Andy Hall）透露，在7月至8月期间，有1名孟加拉籍和尼泊尔籍员工在另一间工厂地点死亡。

## 上市情况
2001年3月27日，顶级手套在吉隆坡证券交易所（现为马来西亚股票交易所）上市，首发股每股2.70令吉。2002年从第二板转至主板。
2016年3月15日，顶级手套在新加坡交易所主板上市，首宗交易报1.62新元，最高一度升至1.655新元。最终每股以5.42令吉，共179万7600股成交。
2020年10月，路透社和彭博社引述消息报道，顶级手套正计划在香港交易所上市，考虑筹集超过10亿美元（约41.4亿令吉）。顶级手套对此发文告表示，如果董事会最终确定并批准建议的香港交易所上市计划，则将在适当时候提供香港上市的更多详细讯息。2022年3月，顶级手套证实，因考量到行业变化和股市状况，决定推迟香港的上市计划。

## 争议

### 法律诉讼
2018年4月4日，顶级手套在完成外科手术手套制造商Aspion私人有限公司的收购后，发现Aspion公司与收购前的资料不符，而在对Aspion公司的调查报告中，发现Aspion账户中的库存、工厂和机器多报7440万令吉。此外，Aspion的收购价也被夸大了6.405亿令吉。7月7日，顶级手套公司与子公司Top Care分别在吉隆坡和新加坡高庭发起对稳大资本有限公司（Adventa Capital），以及Aspion两名前董事的诉讼，并串谋欺诈顶级手套及子公司Top Care，以13亿7000万令吉收购Aspion私人有限公司，要求索偿7亿1490万令吉。10月，顶级手套董事局宣布罢免在收购Aspion私人有限公司时涉嫌欺诈行为的执行董事刘振源。后来，顶级手套获得法庭颁发资产禁制令（Mareva Injunction），禁止稳大资本有限公司、刘振源和黄敬图脱售和转移资产。该诉讼于2020年3月达成和解协议，Top Care将获赔2亿4500万令吉，而双方也将全面撤诉。

### 强迫劳动争议
2018年12月9日，英国《卫报》指控顶级手套集团和另一家橡胶手套制造厂WRP Asia Pacific的工作条件侵犯了工人的权利，包括强迫员工加班、债务束缚、扣留工资和没收护照。在有关报道刊登后，顶级手套公司在一天内的市值被蒸发9亿令吉。顶级手套公司否认了有关指控，并声称此后将持续进行更多自动化，以减少员工的数量。顶级手套集团主席林伟才于12月10日驳斥英国《卫报》的报道，并认为有关记者应被开除，以示对本身不实报道负责。时任马来西亚人力资源部长M.古拉也为有关公司辩护，指调查发现员工都是自愿加班，并未有受逼迫的情况，表示有关「强迫员工加班」的报道不实，同时强调外劳被征收高昂中介费用与厂商无关，而是与外劳代理有关。古拉也表示，内政部与人资部将成立一个独立外劳理事会，全面探讨诸如外劳被征收不合理中介费等课题。
2020年4月1日，《当今大马》报导顶级手套公司由于新冠肺炎疫情的影响，推出一项容许员工「自愿」每周上班7天，但却领取远低于标准工资的计划，引起劳工维权份子质疑该计划走法律漏洞。顶级手套随后回复《当今大马》有关工作时间不算休息日上班，称将支付一笔「象征性」的费用给志愿者。
2021年1月15日，加拿大广播公司电视节目「Marketplace」透过隐藏摄像机镜头拍摄视频和访问顶级手套的在职与离职员工，揭露工厂内恶劣及拥挤的生活条件，和工厂各种剥削故事，包括债役劳动、欺骗的招聘手段、扣留护照、严重超时工作、糟糕的工作及住宿环境，并指责工厂没有遵从2019冠状病毒病的防疫规定和强迫员工劳动。1月19日，顶级手套发文驳斥加拿大广播公司有关手套厂员工宿舍环境条件恶劣的报导，称该报导有意淡化近来工厂的补救措施，和对未能公正和平衡报导有关该工厂的补救措施表示失望。

### 美国海关和边境保护局的禁令
2020年7月15日，美国海关和边境保护局对顶级手套的两家子公司「顶级手套私人有限公司」和「TG Medical私人有限公司」下达了一项禁令，禁止其产品出口至美国，原因是非政府组织的报导以及媒体的文件显示，大马的橡胶手套业有强迫劳工的争议。并给予有关行业三个月的时间来提呈证据，包括详细的口供显示被扣押的商品，并非来自强迫劳工所制造。
顶级手套公司承诺改善当局发现的强迫劳动问题，以及其外籍劳工的债务束缚，以解除美国颁布的禁令。8月及9月10日，顶级手套宣布补偿尼泊尔员工约1500美元（约6223令吉）以及孟加拉员工约4800美元（约1万9914令吉），以支付他们向招聘机构支付的介绍费用。10月6日，顶级手套有限公司宣布退还约1亿3600万令吉的招聘费给旗下的外籍员工，创下了大马业界因赔偿的新纪录。10月19日，顶级手套公司宣布已解决美国劳工部报告中所提及的涉嫌强迫劳动或使用童工的问题。
2021年3月29日，美国海关和边境保护局再次因强迫劳动的问题，指示美国入境处的海关人员扣押顶级手套在马来西亚生产的手套产品。顶级手套随着任命独立顾问来验证其实施的改善劳动措施，以消除美国当局的强迫劳动指控。4月16日，常务董事经理李金谋表示，顶级手套已经纠正了五个强迫劳动指标，包括外籍劳工的债务束缚、身份证明和人身安全，以符合国际劳工组织制定的11项最佳实践指标，有待英国道德贸易顾问公司Impactt进行核实。4月26日，顶级手套宣布已解决了国际劳工组织的11项强迫劳动指标。9月10日，美国海关和边境保护局宣布在掌握的额外资讯修正调查后，确定顶级手套不再违反1930年关税法第307条文，该公司的一次性手套可从9月10日起，出口至所有美国港口。

### 员工宿舍环境恶劣争议
2020年11月7日，顶级手套公司位于雪兰莪州巴生的工厂及员工宿舍因爆发新冠肺炎疫情的「巴生莲花感染群」， 截至11月25日累积4036宗确诊病例，其中有80%都是来自员工宿舍的外劳。马来西亚国家安全理事会于11月16日颁布位于巴生的顶级手套男女员工宿舍为加强行管区，从11月17日至11月30日，涉及1万3190名员工及附近1200名居民。
由于病例持续增加，国家安理会于11月23日决定分阶段关闭顶级手套位于巴生中路的28家大大小小工厂，以展开大规模检测活动。时任人力资源部长沙拉瓦南在劳工局官员陪同下巡视顶级手套员工宿舍后直言，当地的员工住宿条件非常糟糕，并在11月25日指示劳工局调查员工的工作和住宿条件。
顶级手套执行董事林将源对此否认有关指责，并发布一系列员工宿舍照片，驳斥外界指责员工宿舍环境恶劣的说法，强调已为外劳提供了非常优质的生活设备，并没有亏待外劳。主席林伟才表示，他不解为何人力资源部长沙拉瓦南称，其工厂的员工宿舍环境恶劣。他也反驳沙拉瓦南指宿舍非常拥挤和不卫生的说法，并强调该公司花费将近2000万令吉，为其员工改善住宿环境，以符合1990年工人最低住房和便利设施标准修正法令。他也邀请部长再次走访员工宿舍，要求问清楚，到底是哪一部分做得糟糕。顶级手套公司于11月27日发文承诺，将在12月之前改善所有公司员工宿舍的环境。

## 主要产品
顶级手套提供的产品范围，除了主要医疗手套之外，非手套产品包括：外科口罩、保险套、牙科橡皮障及运动带，以满足医疗保健及非医疗保健领域的需求。

## 慈善公益
于2020 年1月疫情爆发初期，顶级手套向中国捐赠了300万只的医疗手套， 以响应马来西亚政府与马来西亚手套生产商共同抵抗新型冠状病毒的努力。
于2020 年 11 月，顶级手套向马来西亚政府为抗击疫情而设立的冠病基金赠了总计 1亿8500万令吉。
顶级手套于2021年1月举办该公司首届虚拟职业博览会，希望透过这项长达一年的招聘活动，为马来西亚人民提供9,000多个就业机会，以缩小马来西亚国内的失业差距及提振国家经济和社会从疫情中复苏，同时满足全球对手套和其他个人防护设备日益增长的需求。

## 外部連結
- 官方网站